# St. Emmeram (Waidhaus)

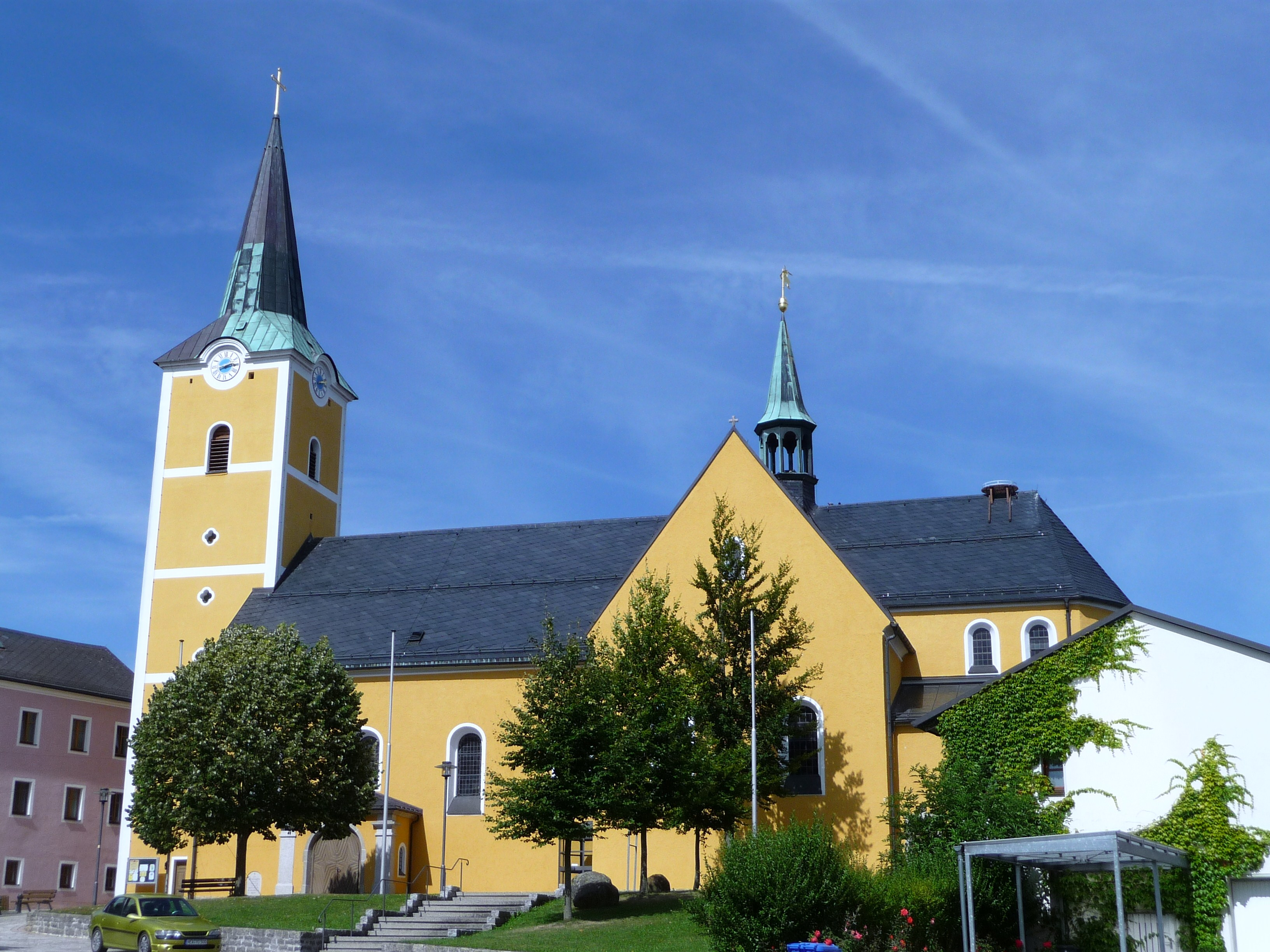
St. Emmeram (Waidhaus)

Die römisch-katholische, denkmalgeschützte Pfarrkirche St. Emmeram steht in Waidhaus, einem Markt im Landkreis Neustadt an der Waldnaab der Oberpfalz. Die Kirche gehört zum Bistum Regensburg. Das Bauwerk ist unter der Denkmalnummer D-3-74-164-12 als Baudenkmal in die Bayerische Denkmalliste eingetragen.

## Beschreibung
Die barocke Saalkirche wurde 1868 nach einem Brand des Vorgängerbaus wieder aufgebaut. Sie wurde 1952–55 nach Osten durch Einfügung eines Querschiffs in das Langhaus und durch Anbau eines eingezogenen, segmentbogig abgeschlossenen Chors im Osten zur Kreuzkirche erweitert. Über der Vierung erhebt sich ein offener, achteckiger Dachreiter. Der Kirchturm im Westen, dessen oberstes Geschoss die Turmuhr und den Glockenstuhl beherbergt, ist mit einem Knickhelm bedeckt. 
Die Innenräume des Langhauses und des Querschiffs sind mit Spiegelgewölben überspannt. Im Chor stehen hölzerne Statuen des heiligen Ulrich und des heiligen Emmeram. Die Orgel auf der Empore wurde 2018 von der Orgelbau Rainer Kilbert errichtet.